# Ивица Тончев
Ивица Тончев (на сръбски: Ивица Тончев или Ivica Tončev) е сръбски политик от Социалистическата партия на Сърбия.

## Биография и дейност
Той е роден на 17 ноември 1968 година в Ниш, но израства в Сурдулица. Завършва „управление“ в John Naisbitt. Той е бил вицепрезидент на Цървена звезда от 2012 до 2015 година.
От 2008 той служи като специален съветник на Ивица Дачич.
От 2016 г. Тончев води ФК Раднички от Ниш. След победата на Раднички над Партизан през декември 2023 г. Тончев подчерта, че няма бъдеще за сръбския футбол, ако основните съперници са само Цървена звезда и Партизан.